# Coup de foudre à Saint-Pétersbourg
Pour plus de détails, voir Fiche technique et Distribution.
Coup de foudre à Saint-Pétersbourg est un téléfilm de Noël comico-romantique français réalisé par Christophe Douchand, diffusé en 2019. Il s’agit de la collection  Coup de foudre à ... pour la chaîne TF1.

## Synopsis
Marie, maman séparée, reçoit le jour de Noël une étonnante surprise. Elle qui passe son temps à accumuler les petits boulots pour faire vivre sa famille, voilà que sa vie est complètement bousculée. Elle apprend qu'elle est l'héritière d'une famille de Russes blancs et qu'ainsi, à la mort de son grand-oncle Dimitri, elle devient la nouvelle propriétaire d'un parc touristique à Saint-Pétersbourg. Toutefois celui-ci est dans une situation financière  difficile et le directeur du parc depuis plus de dix ans, Vania, voit d'un mauvais œil l'arrivée de cette étrangère qui risque de semer encore plus le trouble. Ils finiront par unir leurs efforts et se rapprocheront bien plus que ce que leurs deux cœurs meurtris ne pouvaient espérer. Cependant leur entente n'a pas lieu tout de suite, s'enchaînent d'abord chamailleries et étincelles à gogo.

## Fiche technique
Sauf indication contraire ou complémentaire, les informations mentionnées dans cette section proviennent du générique de fin de l'œuvre audiovisuelle présentée ici.
- Titre original : Coup de foudre à Saint-Petersbourg
- Réalisation : Christophe Douchand
- Scénario : Cécile Lugiez et Cécile Leclere, d’après leur histoire
- Décors : Pavel Ramplé
- Costumes : Nathalie Chesnais
- Photographie : Reynald Cappuro
- Son : Thomas Bouric
- Montage : Stratos Gabrielidis
- Musique : Luc Leroy et Yann Macé
- Production : Michel Catz ; Christophe Louis (coproduction)

Production déléguée : Mehdi Sabbar et Benjamin Dupont-Jubien
- Sociétés de production : Big Band Story ; TF1 Productions (coproduction)
- Société de distribution : TF1 Diffusion
- Pays d'origine :  France
- Langues originales : français, russe
- Format : couleur
- Genre : comédie romantique
- Durée : 95 minutes
- Date de diffusion : 
  - Belgique : 8 novembre 2019 sur La Une
  - Suisse : 12 novembre 2019 sur RTS Un
  - France : 14 novembre 2019 sur TF1

## Distribution
- Helena Noguerra : Marie Chabrier
- Thierry Neuvic : Vania Belinsky
- Arièle Semenoff : Natacha Olguine, la tata de Marie
- Leonid Glushchenko : Oleg
- Carolina Jurczak : Mélina
- Félix Glaux : Nicolas Chabrier, le fils de Marie
- Diana Rudychenko : Olga
- Rodion Kosechenko : Sacha
- Raphaël Lenglet : Boris / Andreï Potanine
- Bernard Allouf : Sergueï
- Simona Lewandowska : Anna

## Production

### Développement
Le téléfilm fait partie de la collection Coup de foudre à .... Les cinq premiers sont déjà diffusés : Coup de foudre à Jaipur (2016), Coup de foudre à Noël en (2017), Coup de foudre à Bora Bora (2018), Coup de foudre sur un air de Noël en (2018) et Coup de foudre en Andalousie en (2019) . Ils n'ont aucun lien entre eux et sont interprétés à chaque fois par un duo d'acteurs principaux différents.

### Tournage
Le tournage débute en avril 2019 en Russie pour quelques scènes, ainsi que dans les studios de Prague,.

### Musique
Sauf indication contraire ou complémentaire, les informations mentionnées dans cette section proviennent du générique de fin de l'œuvre audiovisuelle présentée ici.
Dans le téléfilm, on reconnaît quelques morceaux reconnus tels que :
- Underneath the Tree de Kelly Clarkson
- Casse-Noisette de Pyotr Ilyich Tchaikovsky
- Katioucha de Mikhaïl Issakovski et Matveï Blanter

## Accueil

### Audience
Lors de la diffusion dans la première partie de soirée en France, le 14 octobre 2019, on compte 3,4 millions de téléspectateurs.

### Critique
Pour Moustique, le téléfilm « ne réinvente pas le genre. Mais ce n'est pas le but. Ce petit film de Noël avant l'heure rend exactement la copie attendue. Soit une gentille histoire d'amour entre deux personnages attachants. Et séduisants, ce qui ne gâche rien ».